# Natsume
Natsume Company Ltd. (яп. ナツメ株式会社 Нацумэ кабусики-гайся) — японская компания, разработчик и производитель видеоигр, а также мобильного и сетевого контента и компьютерной графики. Компания известна как разработчик и издатель игр для всей семьи, таких как серия Harvest Moon и Legend of the River King.

## История
Компания Natsume была основана 20 октября 1987 года, главный офис располагается в токийском районе Синдзюку, несколько дополнительных офисов — в Иокогаме, Нагое и Осаке. Компания имеет филиал в США, зарегистрированный под именем Natsume Inc. Он был основан в мае 1988 года и располагается в калифорнийском городе Сан-Франциско. Ещё одним филиалом Natsume является открытая в октябре 2002 года компания Atari Co., Ltd. (не имеет отношения к одноимённой американской компании), которая располагается в Осаке и специализируется на разработке аркадных игровых автоматов. В мае 2005 года в Токио начало действовать дочернее отделение под названием Natsume Solution.
В июне 1997 года компания перевела на английский язык и издала в США ролевую игру Harvest Moon для Super Nintendo, разработанную в 1996 году компанией Pack-In-Video. Игра стала началом большой серии, а Natsume — её постоянным издателем в США. На 2009 год серия включает около 20 игр и 7 спин-оффов.